# Кийово
56°1′0″ пн. ш. 37°29′34″ сх. д. / 56.01667° пн. ш. 37.49278° сх. д.
Кийо́во, також Киє́во (рос. Киёво) — озеро, розташоване на території міста Лобня Московської області Росії. Площа — 0,22 км². Максимальна глибина — 1,7 м. Озеро Кийово і його улоговина є пам'яткою природи (особливо охоронювана природна територія федерального значення). Озеро можна побачити, під'їжджаючи поїздом до станції Лобня.

## Походження та історія озера
Існує дві версії походження озера. На думку вчених воно має льодовикове походження — у післяльодовикову епоху на цьому місці знаходилась велика водойма. Водночас існує версія про його штучне походження, причому вельми недавнє — трохи більше 100 років, коли з наказу власника села Кийово було вирито котлован розміром 300 на 200 метрів та глибиною 2 метри.
У 1927 році озеро було оголошено заповідною територією, у 1966 році оголошено заказником. Попри це у 1996 році колонія птахів на озері фактично припинила своє існування, у 2009 році громадськість почала рух за відродження колонії озерних мартинів

## Мешканці озера
До середини 1990-х років на озері гніздилася найбільша в Московській області колонія річкових мартинів.
В озері живуть ондатри або мускусні пацюки, європейські болотні черепахи, з птахів — огар, сіра ворона, мартин сизий, мартин озерний, качка дика

## Цікаві факти
Озерний мартин, колонія яких жила на озері, є основою гербової композиції герба міста Лобня Московської області Росії.